# Nętno
Nętno (deutsch Nuthagen, früher Nuthhagen und Nutthagen) ist ein Dorf in der polnischen Woiwodschaft Westpommern. Es gehört zur Gmina Drawsko Pomorskie (Gemeinde Dramburg) im Powiat Drawski (Dramburger Kreis).

## Geographische Lage
Das Kirchdorf liegt in Hinterpommern, zwischen dem Gangenowsee und dem Mandelkowsee, am Hager Bruch, durch das die Below fließt, etwa 18 Kilometer südlich der Stadt Świdwin (Schivelbein), elf Kilometer nördlich der Stadt Dramburg (Drawsko Pomorskie), 14 Kilometer ostsüdöstlich der Stadt Łobez (Labes) und vier Kilometer südlich des Dorfs  Łabędzie (Labenz).

## Geschichte

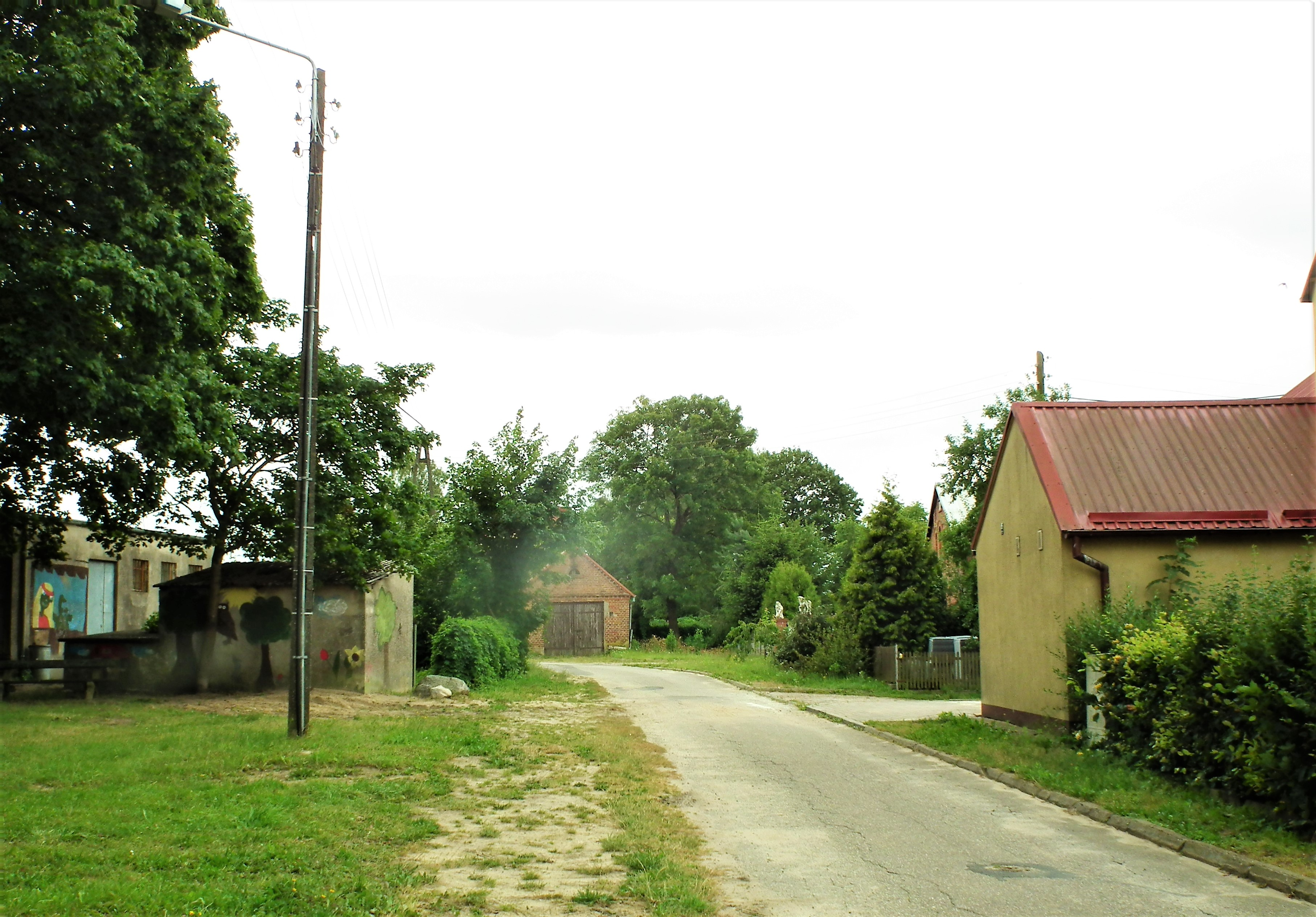
Dorfstraße (2019)

Im Neumärkischen Landbuch Markgraf Ludwigs des Älteren von 1337 wird Nuthagen unter den Dörfern der Vogtei Schivelbein noch nicht erwähnt, da es erst später zur Mark Brandenburg gehörte. Hier bei Nuthagen verlief die Grenze zwischen dem Herzogtum Pommern und der Neumark.
Das Dorf lag ursprünglich und noch 1337 im Borckschen Kreis des Herzogtums Pommern und wurde erst 1388 an den Deutschen Orden verkauft.
Auf Wunsch des Markgrafen Johann kam am 15. Juni 1540 in Küstrin ein Tauschvertrag zustande, durch den die Kommende Quartschen des Johanniter-Ordens in seinen Besitz über ging und die Johanniter dafür mit dem Amt Schivelbein entschädigt wurden. Durch den Tausch kam das Dorf Nuthagen 1540 an die Kommende Schivelbein, die es auch noch 1801 in Besitz hatte.
Nach Auflösung der Schivelbeiner Johanniterordens-Komturei 1808 kam aller erblicher Zubehör, einschließlich Nuthagen, an den preußischen Staat, der die Ländereien vom Domänenamt Schivelbein verwalten ließ. Auch der Gangenowsee und der Mandelkowsee, beide bei Nuthagen, und die übrigen Seen des Landes Schivelbein fielen unter die Zuständigkeit des Domänenamts.
Im Jahr 1832 wurde ein dienstfreies Forstrevier der Landgemeinde, das in dreißig je acht bis zehn Morgen große Parzellen eingeteilt worden war, öffentlich dem Meistbietenden zum Kauf oder zur Pacht angeboten. Die Regulierung der gutsherrlichen und bäuerlichen Verhältnisse wurde in Nuthagen im Jahr 1850 vorgenommen. Nuthagen gehörte zusammen mit Rützow nicht zum Marktbezirk Schivelbein, sondern zum Marktbezirk Dramburg.

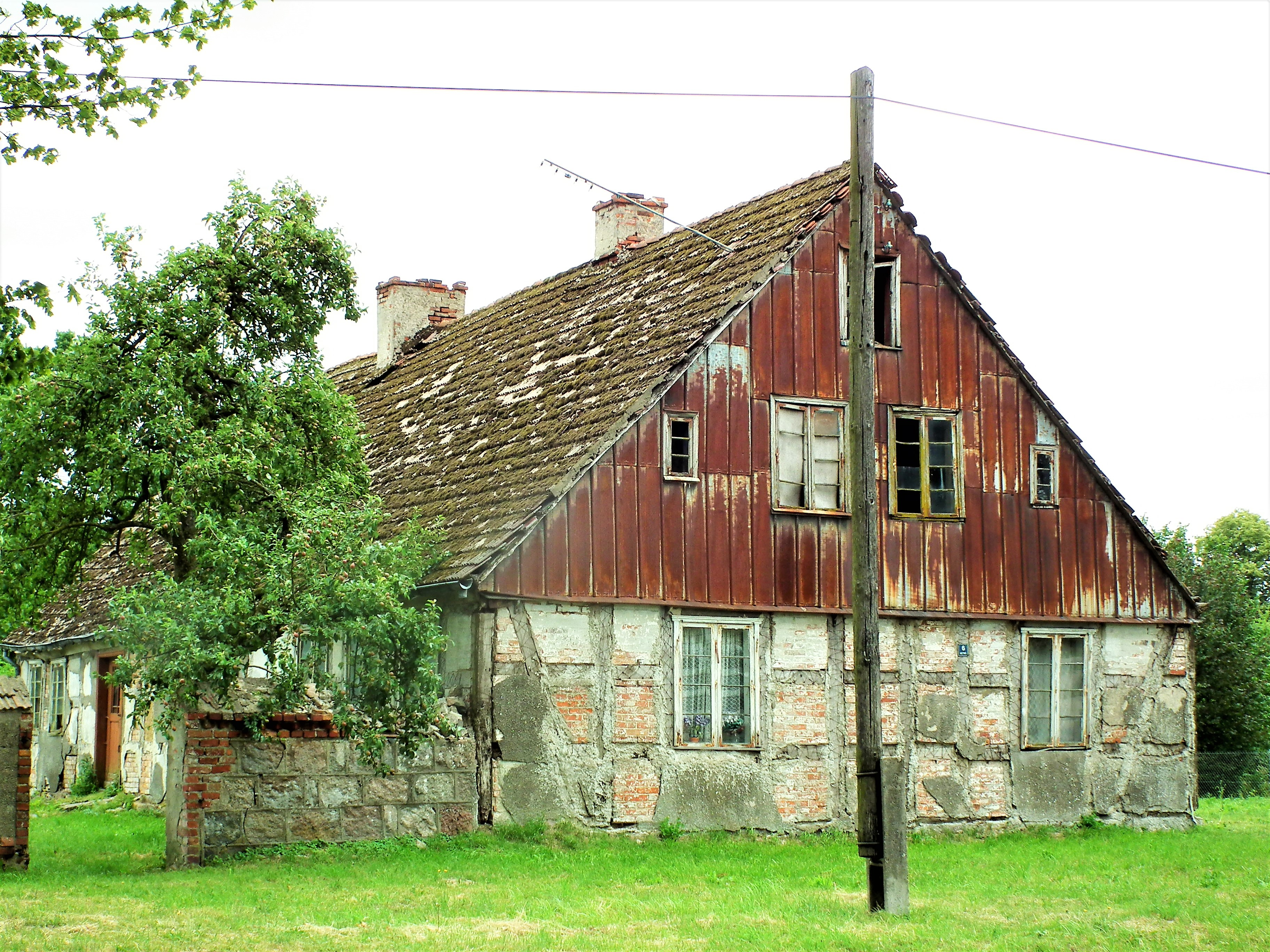
Ruine einer Kate (Aufnahme 2019)
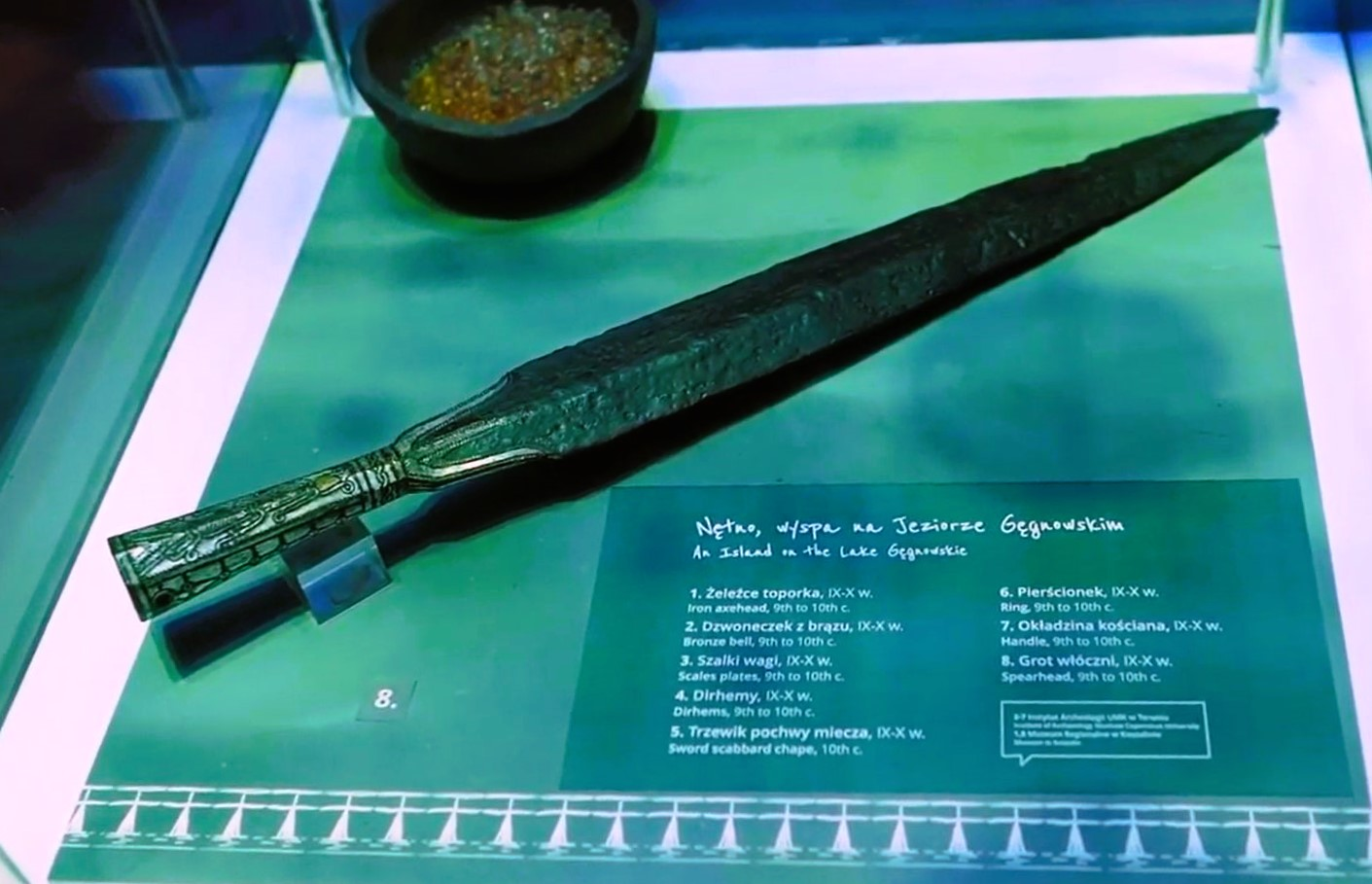
Auf der Gemarkung gefundene ziselierte Speerspitze, 9. bis 10. Jahrhundert

Im Jahr 1865 war in der Landgemeinde Nuthagen eine Grundsteuer in Höhe von 141 Reichstalern, fünf Silbergroschen und sieben Pfennigen erhoben worden. 1875 hatte Nuthagen 61 Wohnhäuser.
Zum Schutz des Fischbestandes im Mandelkowsee wurde am 25. April 1881 von der preußischen Staatsregierung die Gründung der ‚Fischereigenossenschaft für den Mandelkow-See‘ veranlasst, deren Sitz Nuthagen war.
Die Gemarkung der Landgemeinde Nuthagen hatte um 1930 eine Fläche von 8,2 km². Im Gemeindegebiet standen insgesamt 69 bewohnte Wohnhäuser an zwei verschiedenen Wohnstätten:
1. Friedewald
2. Nuthagen

Im Jahr 1945 gehörte das Dorf Nuthagen zum Kreis Dramburg im Regierungsbezirk Köslin der preußischen Provinz Pommern des Deutschen Reichs. Nuthagen war dem Amtsbezirk Labenz zugeordnet.
Gegen Ende des Zweiten Weltkriegs wurde die Region Anfang März 1945 von der Roten Armee besetzt. Nach Beendigung der Kampfhandlungen wurde Nutangen zusammen mit ganz Hinterpommern seitens der sowjetischen Besatzungsmacht der Volksrepublik Polen zur Verwaltung überlassen. Danach begann die Zuwanderung polnischer Zivilisten. Das Dorf Nuthagen wurde unter der polonisierten Ortsbezeichnung  ‚Nętno‘ verwaltet. In der Folgezeit wurde die einheimische Bevölkerung von der polnischen Administration aus Nuthagen und dem Kreisgebiet vertrieben.

### Demographie
| Jahr | Einwohner | Anmerkungen |
| ---- | --------- | --- |
| 1801 | 140       | Dorf mit einem Lehnschulzenhof, 16 Bauernstellen, zwei Pfarrbauern, einem Büdner, sechs Einliegern, einer Filialkirche von Rützow und 16 Feuerstellen (Haushaltungen), im Besitz der Kommende Schivelbein |
| 1818 | 177       | Kirchdorf, Filiale von Rützow, königliche Besitzung |
| 1825 | 117       | Dorf des Amts Schivelbein |
| 1852 | 256       | Dorf |
| 1864 | 292       | am 3. Dezember, Gemeindebezirk |
| 1867 | 324       | am 3. Dezember, Landgemeinde |
| 1871 | 298       | am 1. Dezember, Landgemeinde, sämtlich Evangelische |
| 1885 | 376       | am 1. Dezember, Landgemeinde, sämtlich Evangelische |
| 1890 | 398       | am 1. Dezember, Gemeindebezirk |
| 1910 | 381       | am 1. Dezember, Gemeindebezirk |
| 1925 | 386       | darunter 351 Evangelische nach anderen Angaben 387 Einwohner |
| 1933 | 357       | [ 25 ] |
| 1939 | 340       | [ 25 ] |

## Kirche

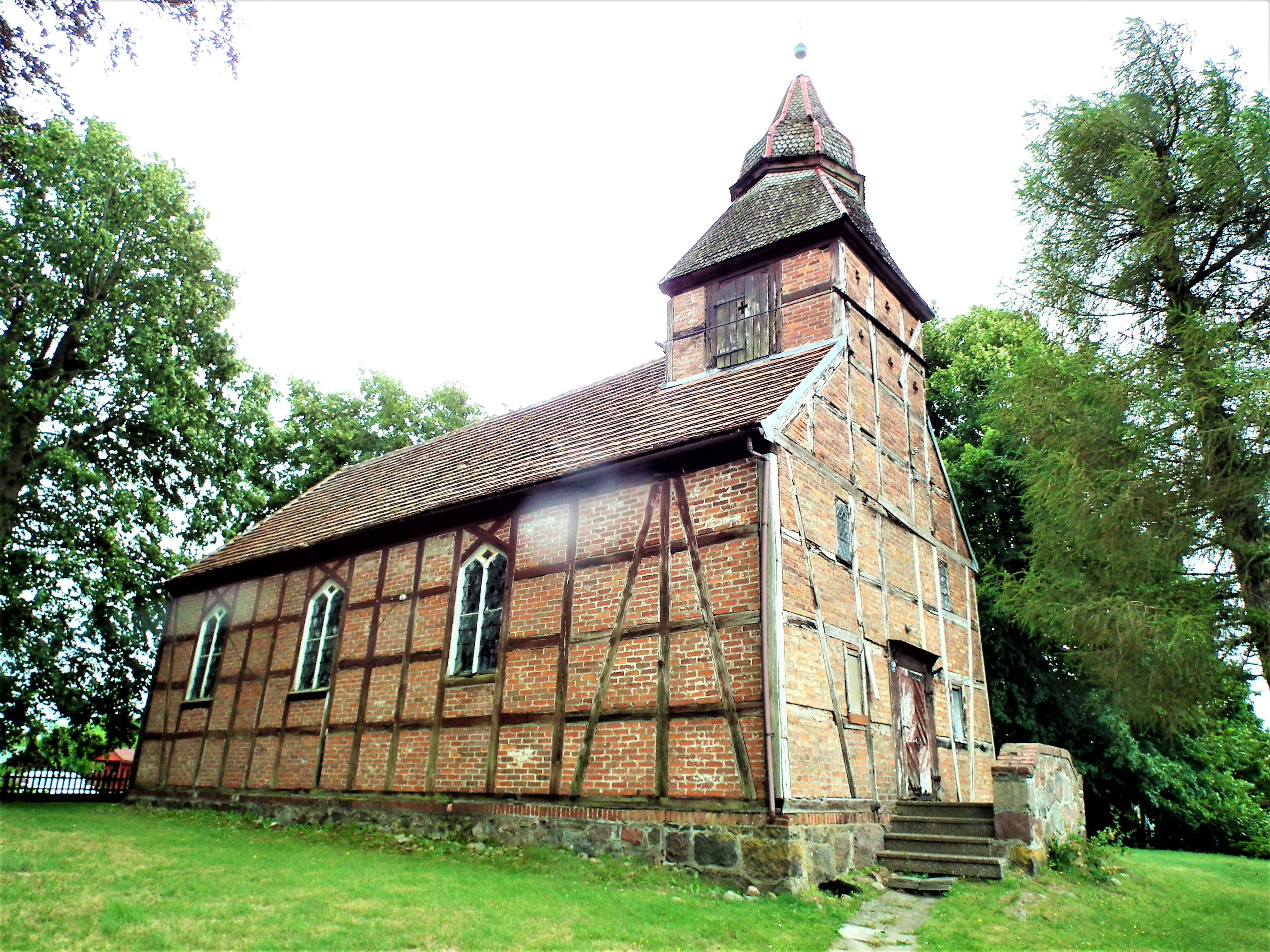
Fachwerkkirche (2019), bis 1945 Gotteshaus der evangelischen Gemeinde Nuthagen

Die bis 1945 anwesende Bevölkerung war mit wenigen Ausnahmen evangelisch. Die Fachwerkkirche des Dorfs, eine Filiale des Kirchspiels von Rützow, hatte am Ausgang des 19. Jahrhunderts eine große Glocke von 58 Zentimetern Höhe und 72 Zentimetern Durchmesser, mit der Inschrift ‚1729‘, sowie eine kleine Glocke von 50 Zentimetern Höhe und 62 Zentimetern Durchmesser. Auf der kleinen Glocke war in römischen Zahlen die Jahreszahl 1542 angegeben.  Der Bestand an Kirchenbüchern reichte bis ins Jahr 1658 zurück.
Die nach Kriegsende zugewanderte polnische Bevölkerung ist größtenteils römisch-katholisch.